# حزب خلق اتریش
حزب خلق اتریش (آلمانی: Österreichische Volkspartei, ÖVP) حزبی سیاسی در اتریش است. این حزب در سال ۱۹۴۵ ایجاد شد. رهبر حزب کارل نهمر است. شاخه جوانان حزب Junge Volkspartei نام دارد. این حزب در انتخابات مجلس ۲۰۰۲ حزب ۲ ۰۷۶ ۸۳۳ رای (۴۲٫۳۰٪, ۷۹ کرسی) دریافت کرد. در انتخابات ریاست جمهوری ۲۰۰۴ نامزد حزب، بنیتا فررو-ولدنر (Benita Ferrero-Waldner) به ۱ ۹۶۹ ۳۲۶ رای (۴۷٫۶٪) دست یافت. این حزب ۶ کرسی در پارلمان اروپا دارد.